# Paračov
Paračov falu és önkormányzat (obec) Csehország Dél-csehországi kerületének Strakonicei járásában. Területe 4,59 km², lakosainak száma 90 (2008. 12. 31). A falu Strakonicétől mintegy 10 km-re délkeletre, České Budějovicétől 43 km-re északnyugatra, és Prágától 104 km-re délre fekszik.
A település első írásos említése 1316-ból származik.

## Nevezetességek
- Szent Péter és Pál templom

## Népesség
A település népessége az elmúlt években az alábbi módon változott:
| Lakosok száma | 343  | 353  | 302  | 200  | 123  | 106  | 110  | 112  | 108  | 114  |
|               | 1869 | 1900 | 1921 | 1961 | 1980 | 2011 | 2016 | 2019 | 2021 | 2024 |